# Ranta
Ranta – wieś w Rumunii, w okręgu Marusza, w gminie Bogata. W 2011 roku liczyła 337 mieszkańców.